# HMS L27
Pour les articles homonymes, voir L27.
Le HMS L27 est un sous-marin de classe L construit pour la Royal Navy pendant la Première Guerre mondiale. Le navire n’a pas été achevé avant la fin de la guerre, mais il fut l’un des trois navires de classe L à servir pendant la Seconde Guerre mondiale. Il a servi comme navire-école avant d’être démantelé en 1944.

## Conception
Le HMS L9 et les navires de classe L qui l’ont suivi avaient été agrandis pour recevoir des tubes lance-torpilles de 21 pouces (533 mm) et davantage de carburant. Le sous-marin avait une longueur totale de 70,4 m, un maître-bau de 7,2 m et un tirant d'eau moyen de 4 m. Ces sous-marins avaient un déplacement de 905 tonnes en surface, et 1 091 tonnes en immersion. Ils avaient un équipage de 38 officiers et matelots.
Pour la navigation en surface, ces navires étaient propulsés par deux moteurs diesel Vickers à 12 cylindres de 1 200 ch (895 kW), chacun entraînant un arbre d'hélice. En immersion, chaque hélice était entraînée par un moteur électriques de 600 ch (447 kW). Ils pouvaient atteindre la vitesse de 17 nœuds (31 km/h) en surface et 10,5 nœuds (19,4 km/h) sous l’eau. En surface, la classe L avait un rayon d'action de 3 200 milles marins (5 900 km) à 10 nœuds (19 km/h).
Les navires étaient armés de quatre tubes lance-torpilles de 21 pouces dans l’étrave et de deux tubes de 18 pouces (457 mm) sur les flancs. Ils transportaient quatre torpilles de recharge pour les tubes de 21 pouces et un total de dix torpilles de toutes tailles. Ils étaient également armés d’un canon de pont de 4 pouces (102 mm).

## Engagements
Le HMS L27 a été construit par Vickers à leur chantier naval de Barrow-in-Furness. Sa quille fut posée le 30 janvier 1918 et il est lancé le 14 juin 1919. Il a ensuite été remorqué et terminé à HM Dockyard, Sheerness. Il est mis en service à une date inconnue.
Au début de la Seconde Guerre mondiale, le L27 était membre de la 6e flottille sous-marine. Du 26 au 29 août 1939, la flottille s’est déployée dans ses bases de guerre à Dundee et Blyth. Du 20 septembre 1939 au 15 janvier 1940, la 6e flottille sous-marine est déployée au large du Skagerrak, du Jutland et de Horns Rev. Le 15 octobre 1940, le L27 attaque sans succès un convoi allemand dans la Manche.
À partir du 22 mars 1941, la Royal Navy et les Alliés commencent à déployer des sous-marins au large de Brest, en France, pour empêcher les cuirassés allemands Gneisenau et Scharnhorst de quitter le port. Le L27 faisait partie des sous-marins affectés à ces patrouilles. Le 15 octobre 1941, le sous-marin attaque sans succès un navire marchand au large de Cherbourg.
Le L27 a été transformé en navire-école à Portsmouth avant d’être démantelé au Canada en 1944,.